# France Kozar
France Kozar, slovenski rudar, partizan, ter delavski pesnik in pisatelj, * 7. december 1904, Hrastnik, † 22. december 1944, Ljubno ob Savinji ali Menina planina.

## Življenjepis
Kozar je bil spočetka pastir nato kurjač, kasneje pa se je vpisal na rudarsko šolo v Celju in jo leta 1931 končal. Po končani šoli je bil rudar v Velenju in Srbiji, pozneje je delal pri jamskih meritvah v Premogovniku Trbovlje. Zaradi sodelovanja v delavskem gibanju je bi večkrat zaprt, prvič že leta 1921. Nemški okupatorji so ga 1941 odpeljali v KT Mauthausen, od koder se je vrnil 1942. Julija 1944 je odšel v partizane in konec istega leta padel med nemško ofenzivo nekje v Zgornji Savinjski dolini, domnevno blizu Ljubnega ali Velike planine.

## Literarno delo
Kozar je v delavska glasila pisal pesmi, črtice in članke s socialno tematiko. Sodeloval je v antologiji Knjiga drugova (1929). V samozaložbi je izdal zbirko pesmi Izpod zemlje (1941). Zadnje prozno delo, En svet večer 1941, pa je prva črtica v slovenski književnosti, ki govori o življenju v nemških koncentracijskih taboriščih, nastala je decembra 1942.